# Tiempo geológico

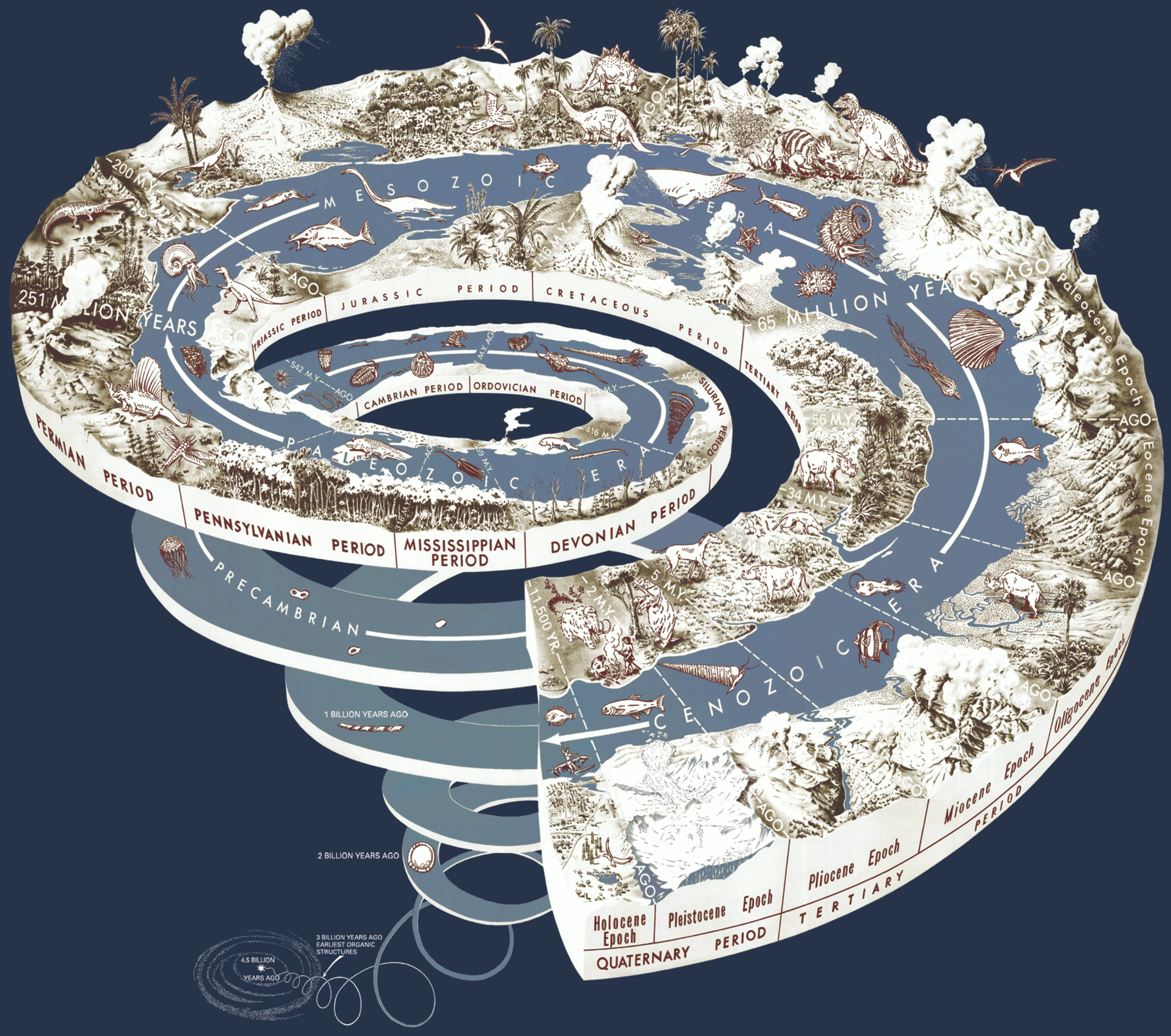
Diagrama de la escala de tiempo geológico.

El tiempo geológico abarca toda la historia de la Tierra y se mide por medio de una escala del tiempo geológica (GTS de sus siglas en inglés Geological Time Scale). Esta escala de tiempo geológico se basa en la Tabla Cronoestratigráfica Internacional que divide las rocas de la corteza terrestre en unidades cronoestratigráficas, que son unidades de roca internacionales ordenadas según su tiempo relativo de formación, en las que quedaron registradas los acontecimientos más importantes de la historia de la Tierra y de la vida que son los hitos que marcan las subdivisiones de la Tabla y por tanto del tiempo geológico. La escala del tiempo geológico indica que la edad aproximada de la Tierra es de 4567 millones de años, edad obtenida con base en dataciones de los primeros materiales acrecionados del sistema solar, al comienzo eón Hádico, eón considerado informal debido a que es la única unidad de tiempo geológico para el que no hay ningún registro en rocas de la Tierra El tiempo actual, o presente, pertenece a la más reciente división de la escala, la Edad Megalayense, que se inició hace 4200 años antes del presente y está incluida en la Época Holoceno del Periodo Cuaternario.
Cuando se habla de tiempo geológico suele expresarse casi siempre en millones de años (Ma) o megaaños, pero cuando se llega a mil millones de años, se emplea también el término gigaaños (1 Ga = mil millones de años). Para intervalos de tiempo más cortos de tan solo miles de años se prefiere emplear el término de kiloaños (1 ka = mil años). En todos los casos siempre referidos a «antes del presente». Las unidades usadas para dividir el tiempo geológico son de dos tipos: las referidas a tiempo relativo (unidades geocronológicas), que ordenan cronológicamente los acontecimientos geológicos, y las referidas a tiempo absoluto (unidades geocronométricas), expresadas en valores absolutos, en millones de años.

## Unidades geocronológicas
| Geocronológicas (tiempo) | Cronoestratigráficas (cuerpos de roca) |
| ------------------------ | -------------------------------------- |
| Eón                      | Eonotema                               |
| Era                      | Eratema                                |
| Período                  | Sistema                                |
| Época                    | Serie                                  |
| Edad                     | Piso                                   |
| Cron                     | Cronozona                              |

Las unidades geocronológicas son unidades de tiempo basadas en las unidades cronoestratigráficas. Las unidades cronoestratigráficas dividen las rocas de la Tierra ordenadas cronológicamente, reflejando los principales eventos geológicos, biológicos y climáticos que han ido sucediéndose a lo largo del tiempo. Los nombres de las unidades cronoestratigráficas comparten el mismo nombre con las equivalentes geocronológicas, salvo que los nombres derivados de su posición estratigráfica relativa —inferior, medio y superior— se trasladan como temprano, medio y tardío. Por ejemplo la serie Cretácico superior es equivalente a la época Cretácico tardío.
Las unidades geocronológicas se corresponden una a una con las cronoestratigráficas y se ordenan, en orden descendente de jerarquía, de la siguiente manera: eón, era, periodo, época, edad y cron.

## Unidades geocronométricas
Desde que se han podido datar las rocas con valores absolutos (en cifras expresadas en millones de años), se han ido ajustando con cierta precisión las dataciones de los límites de las unidades geocronológicas, dependiendo de los métodos usados. Todas las unidades geocronológicas —y por tanto sus equivalentes cronoestratigráficas— para las que han podido precisarse sus límites pasan a ser también unidades geocronométricas. En la práctica no suele expresarse el carácter geocronométrico de estas unidades, dando a entender erróneamente que el valor en años corresponde a las unidades geocronológicas.
Para los tiempos precámbricos la mayoría de las unidades son exclusivamente geocronométricas, y se han definido por límites más o menos arbitrarios de tiempo acordados internacionalmente.

## Métodos de datación
Los métodos pueden ser relativos, que recurren a la ordenación en el tiempo de los materiales según su posición en el medio terrestre, por el principio de la superposición de estratos, o absolutos, basados en la datación por isótopos radiactivos, que dan medidas en millones de años.

## Escala del tiempo geológico
La escala de tiempo geológico es el marco de referencia para representar los eventos de la Historia de la Tierra y de la vida ordenados cronológicamente. Establece divisiones y subdivisiones de las rocas según su edad relativa y del tiempo absoluto transcurrido desde la formación de la Tierra hasta la actualidad.
Las siguientes líneas de tiempo muestran la escala del tiempo geológico: la 1.ª muestra el tiempo completo desde la formación de la Tierra hasta el presente; la 2.ª muestra una vista ampliada del eón más reciente; la 3.ª la era más reciente; la 4.ª el período más reciente; y la 5.ª la época más reciente. Los colores son los estándares para representar las rocas según su edad de formación en los mapas geológicos internacionales.